# Corbula sulculosa
Corbula sulculosa is een tweekleppigensoort uit de familie van de Corbulidae. De wetenschappelijke naam van de soort is voor het eerst geldig gepubliceerd in 1870 door H. Adams.